# Municipio de Herl
El municipio de Herl (en inglés: Herl Township) es un municipio ubicado en el condado de Rawlins en el estado estadounidense de Kansas. En el año 2010 tenía una población de 310 habitantes y una densidad poblacional de 0,63 personas por km².

## Geografía
El municipio de Herl se encuentra ubicado en las coordenadas 39°51′37″N 100°50′17″O / 39.86028, -100.83806. Según la Oficina del Censo de los Estados Unidos, el municipio tiene una superficie total de 490.86 km², de la cual 490,83 km² corresponden a tierra firme y (0,01 %) 0,03 km² es agua.

## Demografía
Según el censo de 2010, había 310 personas residiendo en el municipio de Herl. La densidad de población era de 0,63 hab./km². De los 310 habitantes, el municipio de Herl estaba compuesto por el 97,74 % blancos, el 0,97 % eran afroamericanos y el 1,29 % eran de una mezcla de razas. Del total de la población el 0,65 % eran hispanos o latinos de cualquier raza.